# Adoretus plumbicollis
Adoretus plumbicollis är en skalbaggsart som beskrevs av Gilbert John Arrow 1902. Adoretus plumbicollis ingår i släktet Adoretus och familjen Rutelidae. Utöver nominatformen finns också underarten A. p. pilifrons.